# Emmanuel Boakye
Emmanuel Boakye, właśc. Emmanuel Kwame Agyeman Boakye (ur. 25 marca 1985 w Ejurze) – ghański piłkarz występujący na pozycji obrońcy. Zawodnik klubu Gällivare-Malmbergets FF.

## Kariera klubowa
Boakye urodził się w Ghanie, ale w wieku 8 lat wyemigrował z rodzicami do Holandii. Wówczas rozpoczął grę w juniorach amatorskiego Zuidvogels. Później przeszedł do FC Utrechtu, a w 2000 roku trafił do juniorów Ajaksu. Do jego pierwszej drużyny został włączony w 2005 roku. W Eredivisie zadebiutował 24 września 2005 w wygranym 4:1 meczu z Rodą Kerkrade. W sezonie 2005/2006 w barwach Ajaksu rozegrał 6 spotkań. Z klubem zdobył natomiast Puchar Holandii, a także zajął 4. miejsce w Eredivisie.
W 2006 roku został wypożyczony do także pierwszoligowego Heraclesa Almelo. Pierwszy ligowy mecz rozegrał tam 20 sierpnia 2006 przeciwko FC Twente (3:0). Po sezonie 2006/2007 Boakye podpisał kontrakt z Heraclesem. 17 stycznia 2009 w zremisowanym 2:2 spotkaniu z ADO Den Haag strzelił swojego jedynego gola w Eredivisie. Zawodnikiem Heraclesa był do końca sezonu 2008/2009.
Następnie występował w Sparcie Rotterdam, słoweńskiej Murze, szwedzkim Åtvidabergs FF oraz w ghańskim Asante Kotoko SC, a w 2017 został graczem zespołu Gällivare-Malmbergets FF, występującego w czwartej lidze szwedzkiej.
W Eredivisie rozegrał 92 spotkania i zdobył 1 bramkę.

## Kariera reprezentacyjna
W 2007 roku Boakye rozegrał 2 spotkania w reprezentacji Ghany U-23.